# Canillas de Río Tuerto
Canillas de Río Tuerto település Spanyolországban, La Rioja autonóm közösségben.  Lakosainak száma 44 fő (2024).

## Népesség
A település népessége az elmúlt években az alábbi módon változott:
| Lakosok száma | 58   | 49   | 43   | 46   | 42   | 40   | 38   | 40   | 40   | 44   |
|               | 2001 | 2004 | 2007 | 2009 | 2012 | 2014 | 2017 | 2019 | 2022 | 2024 |